# Charles Ramble
Charles Ramble (né à Calcutta le 6 février 1957) est un anthropologue et tibétologue spécialiste de la culture tibétaine.

## Biographie
Il a participé à plusieurs programmes de recherche américain et allemand concernant certaines régions du Tibet. Charles Ramble a été maître de conférences en études tibétaines et himalayennes à l'Institut oriental de l'université d'Oxford. Il a obtenu son doctorat en anthropologie sociale à Oxford en 1985. Son travail de terrain dans le district de Mustang au Népal fut une base pour sa recherche post-doctorale au Tibet. Après quelques années passées à travailler dans les secteurs du tourisme et de la conservation, il est retourné au Mustang dans le cadre d'un projet pluridisciplinaire de six ans financé par le Deutsche Forschungsgemeinschaft (DFG) par les universités de Bonn et de Berlin. Il a été associé de recherche à l'université de Vienne et enseignement intermittent à l'université de Paris. Depuis 2009, il est directeur d'études à l'École pratique des hautes études de la Sorbonne à Paris, où il détient la chaire d'histoire et philologie tibétaines. De 2006 à 2013, il est le président de l'International Association for Tibetan Studies, dont il a organisé à Oxford le dixième séminaire en 2003.

## Publications

### Ouvrages
- Ouvrage collectif dirigé par Katia Buffetrille et Charles Ramble : Tibétains 1959-1999 40 ans de colonisation  Édition Autrement 1998,  (ISBN 2-86260-822-X).
- Charles Ramble, V.C Dunham, Geshe Gelek Jinpa, photos de Thomas L. Kelly Sacred Landscape and Pilgrimage in Tibet In Search of the Lost Kingdom of Bon [+ DVD] Abbeville Press, 2005  (ISBN 0789208563)
- The Navel of the Demoness: Tibetan Buddhism and Civil Religion in Highland Nepal. 2008, New York: Oxford University Press[4].
- Tibetan Sources for a Social History of Mustang, Nepal. 2008, Volume 1: the Archive of Te. Halle: International Institute for Tibetan and Buddhist Studies.

### Articles
- 1980 "Recent books on Tibet and the Buddhist Himalaya", Journal of the Anthropological Society of Oxford 11(2)
- 1982 "Status and death: mortuary rites and attitudes to the body in a Tibetan village", Kailash 9, 333-59
- 1983 "The founding of a Tibetan village: the popular transformation of history", Kailash10(3-4), 267-90
- 1985 "Buddhist people of the north Nepal borderland", in S. J. Locke (ed.): The Buddhist Heritage of Nepal, Kathmandu
- 1987a (with M. Vinding) "The 'Bem-chag village record and the early history of Mustang District", Kailash 13(1-2), 5-48
- 1987b "The Muktinath Yartung: a Tibetan harvest festival in its social and historical context", L'Ethnographie 83(100-101), 221-25
- 1990a "The headman as a force for cultural conservation: the case of the Tepas of Nepal", in N.K. Rustomji and C. Ramble (eds): Himalayan Environment and Culture
- 1990b "How Buddhist are Buddhist communities? The construction of tradition in two lamaist villages", Journal of the Anthropological Society of Oxford 21(2), 185-97
- 1992-93 "A ritual of political unity in an old Nepalese kingdom", Ancient Nepal nos. 130-133
- 1993a "Rule by play in southern Mustang", in C. Ramble and M. Brauen (eds): Anthropology of Tibet and the Himalaya, Zürich
- 1993b *"Reflections of a plant-hunter in Nepal: an interview with Dr. Tirtha Bahadur Shrestha"[5], European Bulletin of Himalayan Research no. 5.
- 1993c "Whither, indeed, the tsampa-eaters?" Himal September-October 1993
- 1994a "Civic authority and agrarian management in southern Mustang: remarks on a nineteenth-century land-tax register from Kagbeni", Ancient Nepal no. 135
- 1994b "Writings in Monochrome", Himal July-September 1994
- 1995 "Gaining ground: representations of territory in Bon and Tibetan popular tradition. The Tibet Journal Spring 1995
- 1995 (with C. Seeber) "Dead and living settlements in the Shod-yul of Mustang", Ancient Nepal no. 138
- 1996a "Patterns of places", in Anne-Marie Blondeau and E. Steinkellner (eds): Reflections of the Mountain: essays on the history and social meaning of the mountain cult in Tibet and the Himalaya, Wien, Verlag der österreichischen Akademie der Wissenschaften
- 1996b "Mustang, the ancient kingdom of Lo", Asian Art and Culture 9(3), Fall 1996 (special issue on the Himalayas)
- 1997a "The Creation of the Bon Mountain of Kongpo", in A.W. Macdonald (ed.): Mandala and Landscape, Delhi: D.K. Printworld
- 1997b "Tibetan pride of place; or, why Nepal's Bhotes are not an ethnic group", in D. Gellner and J. Pfaff (eds): Politics and Ethnicity in a Hindu Kingdom, London: Harwood
- 1997c "Se: notes on the distribution of an archaic ethnonym in Tibet and Nepal", in Samten G. Karmay and Ph. Sagant (eds): Les Habitants du Toit du Monde, Paris: Société d'Ethnologie, Nanterre
- 1998a "The classification of territorial divinities in Pagan and Buddhist rituals of South Mustang", in A.-M. Blondeau (ed.): Tibetan Mountain Deities, their Cults and Representations, Wien: Verlag der österreichischen Akademie der Wissenschaften
- 1998b (with John Harrison) "Houses and households in Southern Mustang", Ancient Nepal no. 140, 23-37
- 1998c (with John Harrison) "Watermills in Mustang: notes on architecture, function and management", Ancient Nepal no. 140, 39-52
- 1998d "The Mustang villages of Kag, Te and Khyinga: an introduction to history, ethnicity and the idea of place", Beiträge zur Allgemeinen und Vergleichenden Archäologie, Band 18, Mainz: Verlag Philipp von Zabern, 147-82
- 1999 "A literary biography of Michael Aris"[6], European Bulletin of Himalayan Research, no 17, 103-16
- 2000 The secular surroundings of a Bonpo ceremony: games, popular rituals and economic structures in the mDos-rgyab of Klu-brag monastery (Nepal). In S. Karmay and Y. Nagano (eds) New Horizons in Bon Studies. Proceedings of a conference held in Osaka, August 1999. Osaka: National Museum of Ethnology.
- 2001a Art without artists: Robert Powell’s Mustang collection. In M. Oppitz (ed.), Robert Powell: Himalayan Drawings. Zurich: Völkerkundemuseum der Universität Zürich.
- 2001b (With P. Boyer) Cognitive templates for religious concepts: cross-cultural evidence for recall of counter-intuitive representations. Cognitive Science 25 (4).
- 2002a The Victory Song of Porong. In K. Buffetrille and H. Diemberger (eds), Territory and Identity in Tibet and the Himalayas. Leiden: Brill.
- 2002b Temporal disjunction and collectivity in Mustang, Nepal. Current Anthropology 43, supplement, August-October.
- 2003a (With M. Kind) Bonpo monasteries and temples of the Himalayan region. In S.G. Karmay and Y. Nagano, eds, A Survey of Bonpo Monasteries in the Himalaya. Osaka: National Museum of Ethnology.
- 2003b (With N. Gutschow) Up and down, inside and out: notions of space and territory in Tibetan villages of Mustang, Nepal. N. Gutschow, A. Michaels and C. Ramble (eds) Sacred Landscape in the Himalaya. Wien: Verlag der Österreichischen Akademie der Wissenschaften.
- (en) Charles Ramble, « Introduction to the translation of ‘Some preliminary questions regarding the mdos rituals’ by A-M Blondeau », European Bulletin of Himalayan Research, no 59,‎ 21 décembre 2022 (ISSN 0943-8254 et 2823-6114, DOI 10.4000/ebhr.705)
- (en) Charles Ramble, « Is cancel culture coming to Himalayan Studies? Remarks on a recent critique of the life and work of Mary Shepherd Slusser », European Bulletin of Himalayan Research, no 61,‎ 28 décembre 2023 (ISSN 0943-8254 et 2823-6114, DOI 10.4000/ebhr.1839)